# Quý Hòa, Lạc Sơn
Quý Hòa là một xã thuộc huyện Lạc Sơn, tỉnh Hòa Bình, Việt Nam.
Xã Quý Hòa có diện tích 42,44 km², dân số năm 1999 là 5199 người, mật độ dân số đạt 123 người/km².